# Чуркин, Владимир Дмитриевич
Владимир Дмитриевич Чуркин (2 марта 1953, Ярославль — 17 апреля 2021, Ярославль) — советский футболист и тренер, вратарь.

## Биография
Родился 2 марта 1953 года. Воспитанник ярославского футбола, в 1971 году сыграл первый матч во второй лиге СССР по футболу за «Шинник» против одесского «Черноморца». Всего за ярославскую команду провёл 16 сезонов во второй лиге, защищал ворота команды в 523 матчах. Является рекордсменом команды по количеству проведённых матчей среди вратарей и третьим среди всех игроков.
С 1986 по 1988 год выступал за андроповский «Сатурн», в 1988 году также провёл несколько матчей в четвёртой лиге за ярославское «Торпедо», после чего завершил карьеру игрока. После окончания карьеры работал в детско-юношеской футбольной школе «Шинника». В 2010 году стал тренером вратарей ярославской команды. В 2013 году был награждён почётным знаком «За заслуги перед городом Ярославлем» III степени. Женат, двое детей.
Владимир Чуркин скончался 17 апреля 2021 года в Ярославле.